# Zarza la Mayor
Zarza la Mayor là một đô thị trong tỉnh Cáceres, Extremadura, Tây Ban Nha. Theo điều tra dân số 2006 (INE), đô thị này có dân số là 1488 người.

## Biến động dân số
| 1900 | 1910 | 1920 | 1930 | 1940 | 1950 |
| ---- | ---- | ---- | ---- | ---- | ---- |
| 3661 | 3886 | 3740 | 3925 | 4335 | 4535 |

| 1960 | 1970 | 1981 | 1991 |
| ---- | ---- | ---- | ---- |
| 3876 | 2753 | 1958 | 1654 |

| 2001  | 2002  | 2003  | 2004  | 2005  | 2006  | 2007  |
| ----- | ----- | ----- | ----- | ----- | ----- | ----- |
| 1.691 | 1.666 | 1.608 | 1.536 | 1.499 | 1.488 | 1.462 |